# Михајло Топић
Михајло Топић (Јајце, СФРЈ, 2. март 1991) је бивши српско-босанскохерцеговачки кошаркаш. Играо је на позицији бека.

## Кошаркашка каријера
Каријеру је почео у Градишци која је после добила назив Сервитиум у коме је прошао пионирску и кадетску селекцију. Док је играо за млађе селекције Сервитиума, освојио је титулу пионирског првака државе, када је био и најкориснији играч финалног турнира. Био је и један од најмлађих играча у сениорској првој лиги Републике Српске. У Слобода Диту је стигао крајем 2008. године, ту се задржао свега годину дана и потписао је једногодишњи уговор са Ромом у којој се на самом почетку повредио. У 2010. потписује за Игокеу двогодишњи уговор и по завршетку уговора престаје са кошаркашком каријером. Наступао је у млађим категоријама за репрезентацију БиХ.

## Тренутна каријера
Тренутно се бави моделингом и дизајном свог сопственог бренда кожних јакни, и као фитнес модел тражен од многих модних кућа. Понекад учествује и на фибином турниру 3x3 тако да своју љубав према кошарци није у потпуности напустио.